# Internationaler Beethoven Klavierwettbewerb Wien
Der Internationale Beethoven Klavierwettbewerb Wien (englisch International Beethoven Piano Competition Vienna) ist der älteste und wichtigste internationale Klavierwettbewerb Österreichs. Die Universität für Musik und darstellende Kunst Wien ist Veranstalter des Wettbewerbs, der seit 1961 alle vier Jahre stattfindet. Er gehört wie der Internationale Chopin-Wettbewerb zu den wenigen Klavierwettbewerben, die dem Werk eines einzigen Komponisten gewidmet sind.

## Geschichte
Gründungsväter des Wettbewerbs waren die Wiener Pianisten Richard Hauser und Josef Dichler, beide renommierte Klavierprofessoren an der damaligen Akademie für Musik und darstellende Kunst Wien (der heutigen mdw). Die Idee, einen großen internationalen Klavierwettbewerb in Wien auszurichten, war im Jahre 1958 keineswegs neu. Bereits Anfang der Dreißigerjahre hatte es in Wien einen solchen Wettbewerb (mit etwa 200 Teilnehmern) gegeben. Die Besonderheit der Idee Hausers und Dichlers bestand darin, die Repertoireanforderungen für die Kandidaten auf das Klavierwerk Beethovens zu begrenzen. Der erste Wettbewerb wurde 1961 im Wiener Musikverein ausgetragen, wo bis heute die Semifinal- und Finalrunde des Wettbewerbs stattfinden.
Der ursprünglich für das Jahr Beethoven-Jubiläumsjahr 2020 geplante Wettbewerb wurde aufgrund der Corona-Pandemie verschoben und fand stattdessen im Jahre 2021 statt, die 1. Runde wurde digital ausgeführt.
Die bisherigen künstlerischen Leiter des Wettbewerbs waren Herbert Schwertmann, Hans Graf und Elga Ponzer. Seit 2011 wird der Wettbewerb von Jan Gottlieb Jiracek von Arnim, seines Zeichen Klavierprofessor an der Universität für Musik und darstellende Kunst Wien, geleitet.

## Jury-Mitglieder
Bedeutende Pianisten wirkten in der langen Tradition des Wettbewerbs als Jury-Mitglieder, so u. a. Dmitri Alexejew, Boris Berman, Fabio Bidini, Bruno Canino, Pascal Devoyon, Brigitte Engerer, Homero Francesch, Bernd Goetzke, Hans Graf, Rico Gulda, Klaus Hellwig, Christopher Hinterhuber, Margarita Höhenrieder, Alexander Jenner, Jan Gottlieb Jiracek von Arnim, Yoheved Kaplinsky, Alfons Kontarsky, Karl-Heinz Kämmerling, John O’Conor, Gitti Pirner, Anne Queffélec, Ferenc Rados, Matti Raekallio, Markus Schirmer, Antti Siirala, Erik T. Tawaststjerna, Maria Tipo und Arie Vardi.

## Durchführung
Zugelassen zum Wettbewerb sind junge Pianisten im Alter von 18 bis 30 Jahren. Das Repertoire setzt sich ausschließlich aus dem Schaffen Ludwig van Beethovens zusammen. Alle Werke müssen auswendig vorgetragen werden.
Der Wettbewerb gliedert sich in eine Vorrunde und drei Wertungsrunden. Die Live-Auditions der Vorrunde finden in der Regel in Berlin, New York City, Shanghai, Tokyo und Wien statt. Ebenso sind Videoaufnahmen als Bewerbung zulässig. Aus den über 200 Kandidaten der Vorrunde werden dann 32 Pianisten für die 1. Wettbewerbsrunde ausgewählt. Im Semifinale (2. Runde) reduziert sich die Zahl der Pianisten auf 12, im Finale (3. Runde) treten nurmehr drei Pianisten an.
Das Semifinale findet im Brahmssaal, das Finale im Goldenen Saal des Wiener Musikvereins statt.
Ab der 2. Runde stehen ausnahmslos Konzertflügel der Wiener Klavierfabrik Bösendorfer zur Verfügung.

### Vorgeschriebenes Repertoire
Die Teilnehmer müssen ihr Wettbewerbsprogramm aus folgenden Werkgruppen selbst zusammenstellen:
Gruppe 1 Eine der Sonaten von op. 2/1 bis op. 26 (ausgenommen op. 14/1 und op. 14/2)
Gruppe 2 Eine der Sonaten von op. 27 bis op. 90 (ausgenommen op. 49/1, 49/2 und op. 79)
Gruppe 3 Eine der Sonaten op. 101*, 106*, 109, 110, 111* oder Diabelli-Variationen op. 120*
Gruppe 4 Eines der folgenden Variationswerke: op. 34, 24 Variationen über die Ariette „Venni amore“ von V. Righini (1790) WoO 65, 12 Variationen über einen russischen Tanz aus dem Ballett „Das Waldmädchen“ von R. Wranitzky WoO 71 oder 32 Variationen c-Moll WoO 80
Gruppe 5 Eines der folgenden Stücke: Bagatellen op. 33, Eroica-Variationen op. 35*, beide Rondos op. 51/1, 51/2 oder Fantasie op. 77, Polonaise op. 89, Bagatellen op. 119, Bagatellen op. 126, Rondo op. 129 oder Andante favori WoO 57
Gruppe 6 Zwei Klavierkonzerte, eines aus je einer Untergruppe:
a) op. 15 oder op. 19 oder op. 37
b) op. 58 oder op. 73
Eines der ausgewählten Repertoirestücke muss ein mit Sternchen gekennzeichnetes Werk sein.

## Preisträger
| Preisträger der Beethoven-Wettbewerbe | Preisträger der Beethoven-Wettbewerbe | Preisträger der Beethoven-Wettbewerbe | Preisträger der Beethoven-Wettbewerbe |
| Jahr                                  | 1. Preis                              | 2. Preis                              | 3. Preis                              |
| ------------------------------------- | ------------------------------------- | ------------------------------------- | ------------------------------------- |
| 1961                                  | nicht vergeben                        | Dieter Weber                          | Blanca Uribe                          |
| 1965                                  | Lois Carole Pachuki                   | Edward Auer                           | Joao Carlos Assis Brasil              |
| 1969                                  | Mitsuko Uchida                        | Oksana Jablonskaja                    | Verena Pfenninger                     |
| 1973                                  | John O’Conor                          | Seta Tanyel                           | Oscar Tarrago                         |
| 1977                                  | Natalia Pankova                       | Edson Elias                           | Natalia Vlassenko                     |
| 1981                                  | Avedis Kouyoumdjian                   | Ian Hobson                            | Daniel Rivera                         |
| 1985                                  | Stefan Vladar                         | Pavel Nersessian                      | Stephan Möller                        |
| 1989                                  | Jasminka Stancul                      | nicht vergeben                        | nicht vergeben                        |
| 1993                                  | Leon Francis McCawley                 | Filippo Gamba Martin Zehn             | nicht vergeben                        |
| 1997                                  | Antti Siirala                         | Christoph Berner                      | Ikuko Nishiyama                       |
| 2001                                  | Oliver Kern                           | Christopher Hinterhuber               | Ingo Dannhorn                         |
| 2005                                  | Herbert Schuch                        | Gabrielius Alenka                     | Peter Ovtcharov                       |
| 2009                                  | Alexander Schimpf                     | nicht vergeben                        | Chi Ho Han Ji-Hoon Jun                |
| 2013                                  | Maria Mazo                            | Andrey Gugnin Valentin Fheodoroff     | nicht vergeben                        |
| 2017                                  | Rodolfo Leone                         | Sahun Hong                            | Bolai Cao                             |
| 2021                                  | Aris Alexander Blettenberg            | Philipp Scheucher Dasol Kim           | nicht vergeben                        |
| 2025                                  | Derek Hartman                         | Martin Nöbauer Jonas Stark            | nicht vergeben                        |